# Breitfuß-Beutelmäuse

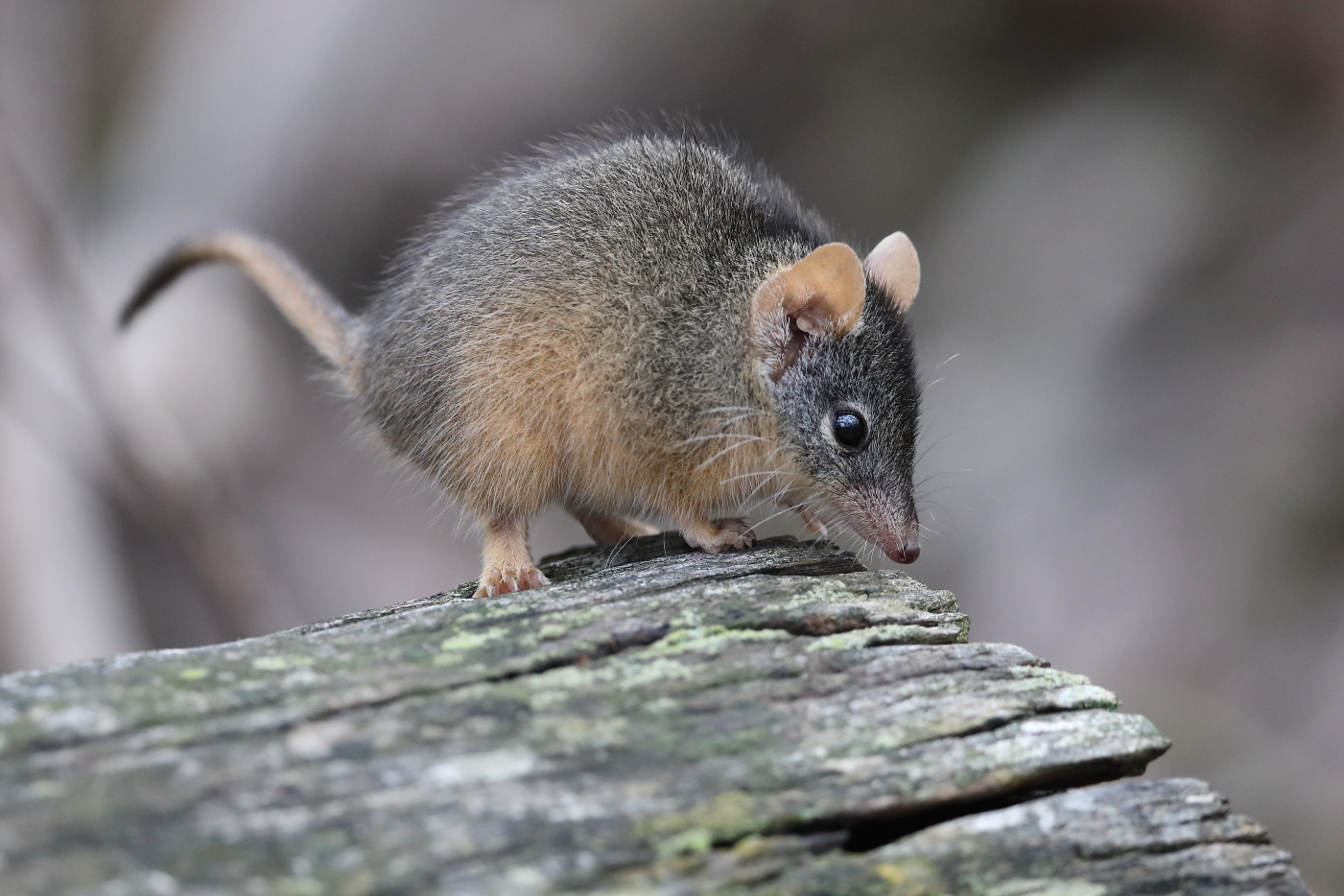
Gelbfuß-Beutelmaus (Antechinus flavipes)

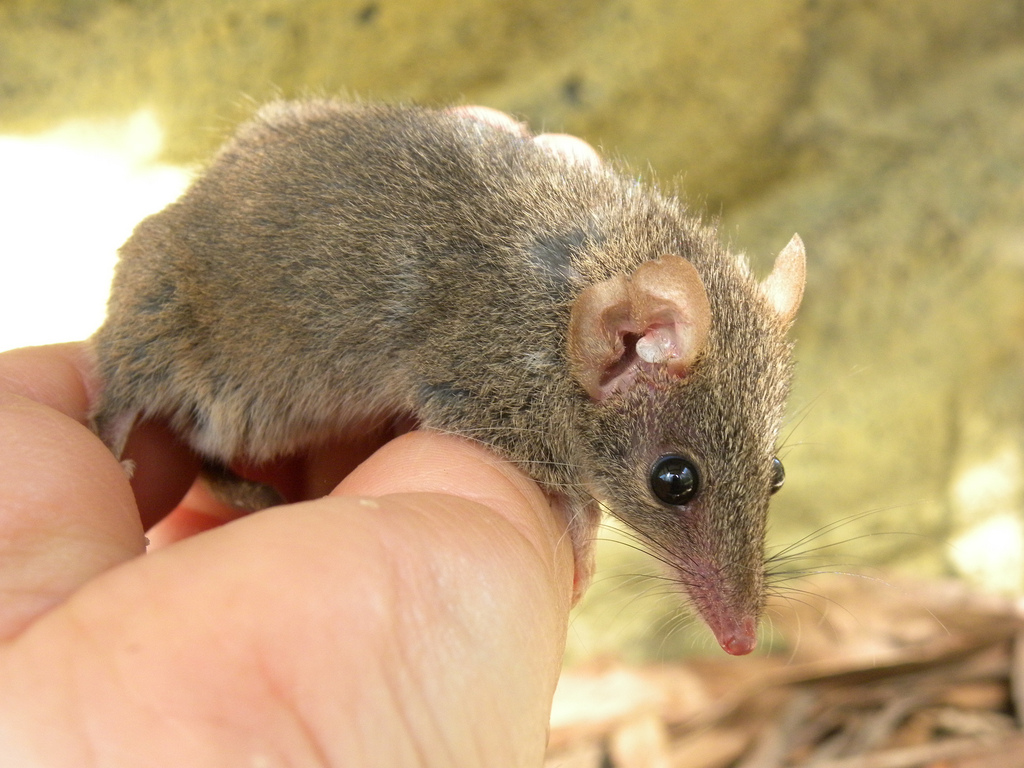
Stuart-Breitfußbeutelmaus (Antechinus stuartii)

Die Breitfuß-Beutelmäuse (Antechinus) sind eine Beuteltiergattung aus der Familie der Raubbeutler (Dasyuridae). Die 15 Arten dieser Gattung leben im östlichen Australien und auf Tasmanien.
Der wissenschaftliche Gattungsname ist aus der altgriechischen Vorsilbe anti (gegen) und dem Wort echinos (Igel) gebildet. Er bezieht sich auf das leicht stachlige Fell und die anfänglich vermutete Verwandtschaft zu den Insektenfressern.

## Beschreibung
Breitfuß-Beutelmäuse ähneln im Körperbau den Spitzmäusen, sind aber Beuteltiere. Ihr Fell ist kurz und rau, seine Färbung variiert an der Oberseite von hellrosa über grau bis dunkelbraun, die Unterseite ist heller. Der Schwanz, der ebenso lang ist wie der Körper, ist auf der ganzen Länge mit kurzen Haaren versehen. Namensgebendes Merkmal sind die breiten Füße mit großen Ballen auf den Fußsohlen, die insbesondere bei baumbewohnenden Arten ausgeprägt sind. Diese Tiere erreichen eine Kopf-Rumpf-Länge von 8 bis 17 Zentimetern und ein Gewicht von 30 bis 90 Gramm, wobei die Männchen meist größer und schwerer als die Weibchen sind.

## Verbreitung und Lebensweise
Breitfuß-Beutelmäuse sind in weiten Teilen des östlichen und südöstlichen Australien verbreitet, wo sie eine Reihe von Lebensräumen bewohnen, darunter Wälder, Savannen und Buschländer. Es sind nachtaktive, scheue Tiere, die durch hektische Bewegungen gekennzeichnet sind. Einige Arten leben auf Bäumen und sind durch lange Krallen an diese Lebensweise angepasst, andere finden sich vorwiegend auf dem Boden. Den Tag verbringen sie in Nestern, die sie auf Bäumen, in hohlen Baumstämmen oder Felsspalten anlegen; manchmal benutzen sie auch leere Vogelnester. In der Regel führen sie ein einzelgängerisches Leben, nur im Winter finden sich manchmal mehrere Tiere tagsüber in größeren Gemeinschaftsnestern.
Diese Tiere sind Insektenfresser, die sich neben Insekten aber auch von Würmern, Schnecken und kleinen Wirbeltieren ernähren können.

## Fortpflanzung
Breitfuß-Beutelmäuse haben genaugenommen gar keinen Beutel, sondern nur ein Rudiment dessen – eine offenliegende Bauchfalte. Diese Bauchfalte des Weibchens entwickelt sich während der Tragzeit und beinhaltet vier bis zwölf Zitzen. Nach einer 23- bis 35-tägigen Tragzeit bringt das Weibchen drei bis zwölf Jungtiere zur Welt. Diese verbringen die ersten Lebenswochen „im Beutel“ der Mutter und sind mit 90 Tagen selbständig; geschlechtsreif werden sie mit rund neun bis zehn Monaten. Die Lebenserwartung weiblicher Tiere beträgt, in Gefangenschaft, über drei Jahre, während geschlechtsreife Männchen deutlich früher sterben, nämlich im Alter von nur elf bis zwölf Monaten nach der ersten Paarungszeit.
Diese seltene Fortpflanzungsstrategie, bei der die männlichen Tiere bereits nach einer einzigen Fortpflanzungsperiode sterben, während Weibchen sich mehrfach fortpflanzen können, nennt sich Semelparität und ist typisch für die kleinen, polygam lebenden Raubbeutler (Dasyuridae). Die erhöhte Ausschüttung an Testosteron und Stresshormonen, aber auch die bis zu 14 Stunden dauernden Kopulationen, führen zum Zusammenbruch des Immunsystems und zu Organversagen.

## Parasiten
Ein für die Breitfuß-Beutelmäuse spezifischer Parasit ist der Spulwurm Durettechina beveridgei.

## Bedrohung
Im Allgemeinen sind Breitfuß-Beutelmäuse keiner besonderen Bedrohung durch den Menschen ausgesetzt, allerdings stellt die Nachstellung durch eingeschleppte Hauskatzen mancherorts ein Problem dar. Vorwiegend die Arten, die die Regenwälder im nördlichen Queensland bewohnen, sind durch die Zerstörung ihres Lebensraums gefährdet.

## Die Arten
- Die Rostfarbene Breitfußbeutelmaus (Antechinus adustus) ist in den Regenwäldern Queenslands beheimatet.
- Die Graue Breitfußbeutelmaus (Antechinus agilis) wurde erst 1998 wissenschaftlich beschrieben und lebt im südöstlichen Australien.
- Die Silberfarbene Breitfußbeutelmaus (Antechinus argentus) ist nur aus dem Kroombit-Tops-Nationalpark bekannt und wurde erst im Dezember 2013 beschrieben.[5]
- Die Schwarzschwanz-Breitfußbeutelmaus (Antechinus arktos) wurde im Gebiet des Tweed Volcano entdeckt und im Februar 2014 beschrieben.[6]
- Die Augenfleck-Breitfußbeutelmaus (Antechinus bellus) ist ein Bewohner von Savannen im Northern Territory.
- Die Gelbfuß-Beutelmaus (Antechinus flavipes) ist in weiten Teilen des östlichen und südlichen Australien verbreitet.
- Die Queensland-Breitfußbeutelmaus (Antechinus godmani)  bewohnt Regenwälder auf der Kap-York-Halbinsel.
- Die Zimt-Breitfußbeutelmaus (Antechinus leo) ist ebenfalls auf der Kap-York-Halbinsel beheimatet.
- Die Braune Breitfußbeutelmaus (Antechinus mimetes) kommt in New South Wales und Victoria vor.[7]
- Die Sumpf-Breitfußbeutelmaus (Antechinus minimus) bewohnt Grasländer und auch Sumpfgebiete im südöstlichen Australien und auf Tasmanien.
- Die Mystische Breitfußbeutelmaus (Antechinus mysticus) kommt küstennah von der Grenze zwischen Queensland und New South Wales bis Mackay vor.[8]
- Die Stuart-Breitfußbeutelmaus (Antechinus stuartii) ist in Wäldern und Buschländern im östlichen und südöstlichen Australien beheimatet
- Die Subtropische Breitfußbeutelmaus (Antechinus subtropicus) wurde erst im Jahr 2000 wissenschaftlich beschrieben und ist im östlichen Australien verbreitet.
- Die Swainson-Breitfußbeutelmaus (Antechinus swainsonii) lebt im südöstlichen Australien und auf Tasmanien. Ihr Lebensraum sind Wälder, die Art ist aber ein Bodenbewohner.
- Die Van-Dyck-Breitfußbeutelmaus (Antechinus vandycki) wurde erst im Jahr 2015 wissenschaftlich beschrieben und ist bisher nur von der Tasman-Halbinsel bekannt.[7]

Mehrere Arten aus Neuguinea, die früher ebenfalls den Breitfuß-Beutelmäusen zugerechnet wurden, werden heute in die Gattung der Neuguinea-Beutelmäuse (Murexia) gelistet.